# 財政大臣 (英國)
財政大臣（英語：Chancellor of the Exchequer）是英國內閣中，主管經濟與金融事務之部長職稱，通常簡稱財相（The Chancellor）。財政大臣負責管理國王陛下財政部（英語：His Majesty's Treasury），職位相當於其他國家的「財政部長」。財政大臣一般被認為是英國四大內閣重臣之一，地位更是僅次於英國首相。
在一眾主要官職中，財政大臣是英格蘭與聯合王國兩地，歷史第三悠久的官職。此職最初職掌是管理國庫（Exchequer），而國庫在中世紀英格蘭時代則是負責收集皇家歲入的。直至近代，財政大臣除了主理財政政策外，還負責制定貨幣政策。不過，隨著英倫銀行（英語：Bank of England）在1997年取得獨立控制利率的權力以後，財相失去對這方面的權力。另外，財政大臣亦照管國王陛下政府部門內的公共開支。
財政大臣的英文職稱與大法官（Lord Chancellor）、蘭開斯特公爵領地事務大臣、高等法院大法官法庭庭長（Chancellor of the High Court）與理財法院首席法官（Lord Chief Baron of the Exchequer）相近。
現任財相是李韻晴，自2024年7月5日擔任此職位；她是英國的首位女性財政大臣。

## 角色與職責

### 財政政策
由於財相負責為各政府部門制定支出上限，所以能對各部門起一定的影響力。至於影響力的多寡，往往則要視乎那一位財相本人是否堅強有力、在黨內是否享有一定的地位，以及他與首相的關係等等。以白高敦（Gordon Brown）為例，由於他本人在工黨的影響力，這或多或少使首相貝理雅（Tony Blair）在1997年上任時，便委任他當財相，而且執政10年以來一直也沒有將他撤換，這在過去的首相是少有的，從而使白高敦比其他同僚更具優勢。白高敦的例子反映財相已漸漸超越外相和內政大臣，成為政府內閣的第二號人物。
財相的其中一項主要職責就是制定一年一度的財政預算案，這份預算案會年都會簡化成一篇演講辭，然後在英國下議院發表。而基於財政年度是以儒略曆計算的關係，預算案一般都在每年3月份的某個星期二發表。自1993年至2023年，財相在發表預算案前都會發表一份「秋季預算報告」，而這份報告於1997年至2010年曾改稱為「先期預算報告」（Pre-Budget Report）。在先期預算報告中，財相會對政府於來年的支出作出預算，而這份報告一般在每年的11月或12月發表。社會普遍稱先期預算報告為「迷你預算案」，有趣的是，在1997年、2001年、2002年、2003年、2006年和2007年，「迷你預算案」都是在星期三發表的。

### 貨幣政策
雖然利率的制定由英倫銀行負責，不過財政大臣仍然對貨幣政策的制訂擔當一定角色。例如，財相負責訂下通脹目標，而英倫銀行則要制定相應的貼現率以作協調。按照《1998年英倫銀行法令》，在英倫銀行貨幣政策委員會的9名委員當中，財政大臣有權委任其中4名，而這4名委任委員通稱為「外部」（external）委員。此外，他對該銀行的行長以及副行長的任免，起很大的影響力；而對於貨幣政策委員會另外2名委員的任免，財相亦保留了諮詢的權利 。另一方面，《1998年英倫銀行法令》亦賦予政府權力，在非常時期內指示銀行制定利率；不過此權力至今從未被運用過。

### 人事安排
在國王陛下財政部，財政大臣之下設有6名屬政治任命的大臣，以及一些常任公務員。當中，最重要的初級部長是財政部首席秘書（Chief Secretary to the Treasury），此職位是內閣的成員，以便他可與其他部門商討政府支出的細項，然後再把工作分發予財政部主計長（HM Paymaster General）、財政部財務秘書（Financial Secretary to the Treasury）和財政部經濟秘書（Economic Secretary to the Treasury）。值得一提的是，英國政府內還有兩個使用了財政部秘書字眼的職稱，他們分別是財政部國會秘書（Parliamentary Secretary to the Treasury）和財政部常任秘書長（Permanent Secretary to the Treasury）。然而，這兩個官職皆不是財政部的部長。前者是政府在下議院的首席黨鞭（Chief Whip），而後者則是財政部內的最高級公務員。
財政大臣同時兼領第二財政大臣（Second Lord of the Treasury）的職銜，此職銜使他有權往在倫敦唐寧街11號的官邸，至於隔壁的唐寧街10號，則是第一財政大臣（First Lord of the Treasury，通常首相兼有此頭銜）的官邸。另外，一旦成為財政大臣，就會自動成為樞密院顧問官，可憑此取得「閣下」（Rt. Hon.）頭銜。由於現時上議院沒有權力處理與財政有關的草案，所以財政大臣一職只限下院議員出任。

## 紅色公事包
傳統上，財相每次到下院發表預算案時，都會攜帶一個紅色的公事包。這個公事包通稱為「紅箱」，是政府官員傳送官方文件時所使用的。其實不少官員都有自己的「紅箱」，只不過因為財相每年在宣讀預算案前，都會在早上向傳媒展示載有預算案的「紅箱」，從而使他的公事包更惹人注意。最初的「紅箱」由威廉·格萊斯頓（William Ewart Gladstone）於1860年引入，而且一直使用至1965年，才被詹姆斯·卡拉漢（James Callaghan）以一個新的「紅箱」代替。卡拉漢的「紅箱」使用至1997年，才被白高敦再次替換。據了解，在威廉·格萊斯頓以前，「紅箱」的設計五花八門，而使用場合也與今日有不少差異，而「紅箱」的使用，相信可遠溯至16世紀晚期，伊莉莎伯一世在位的年代。

## 歷任財相列表 （1559年至今）

### 英格蘭財政大臣
以下是英格蘭議會時期，如要查找蘇格蘭的同等職位，請見蘇格蘭財務大臣。

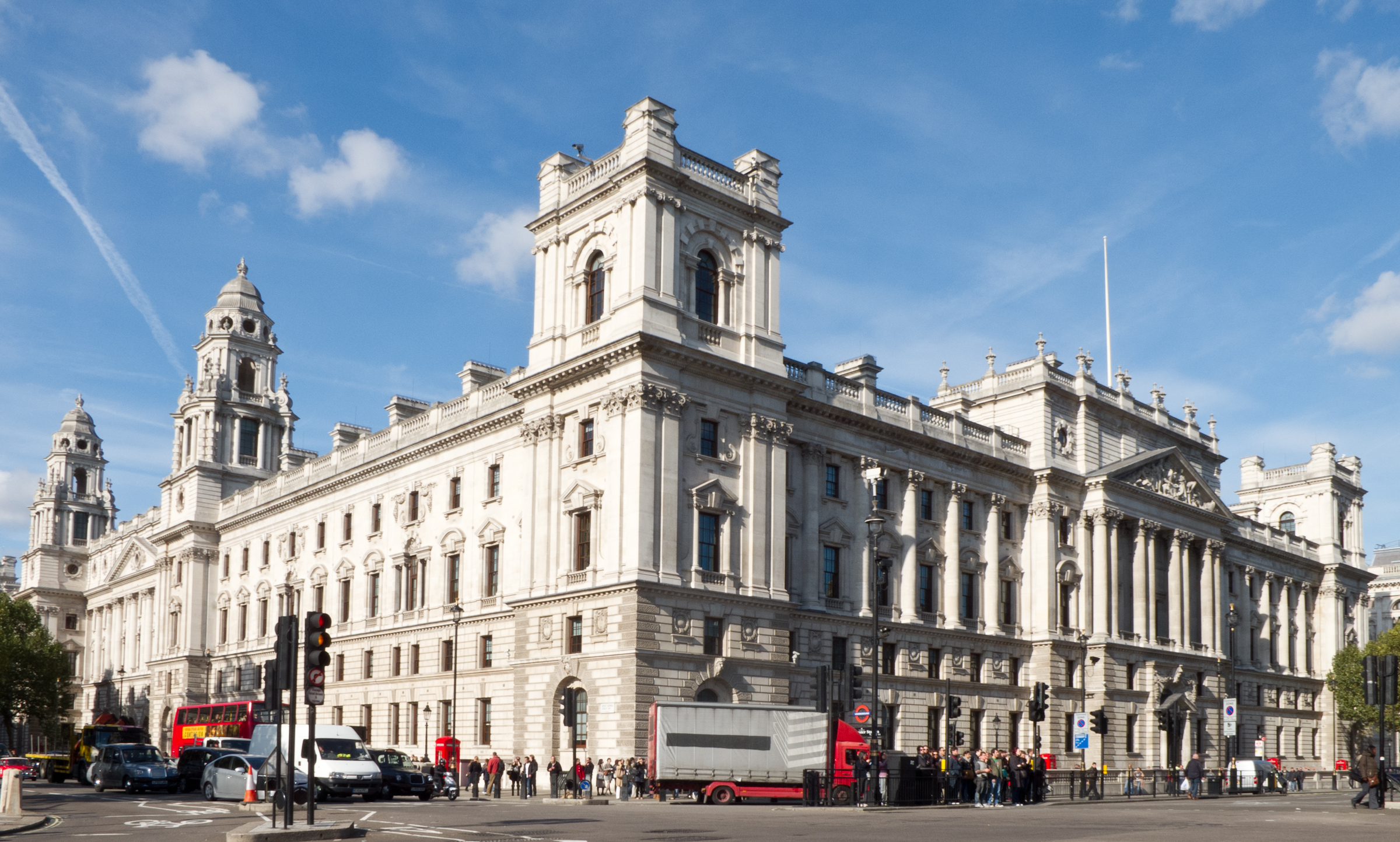
位於白廳的財政部。

| 姓名                | 任期                          |
| ------------------- | ----------------------------- |
| 約翰·貝克爵士       | ？至1558年                    |
| 沃爾特·邁爾德梅爵士 | 1559年至1589年                |
| 約翰·福蒂斯丘爵士   | 1589年至1603年                |
| 唐巴爾伯爵          | 1603年至1606年                |
| 朱利葉斯·凱撒爵士   | 1606年至1614年                |
| 富爾克·格倫維爾爵士 | 1614年至1621年                |
| 理查·韋斯頓爵士     | 1621年至1628年                |
| 紐堡的巴雷特勳爵    | 1628年至1629年                |
| 科廷頓勳爵          | 1629年至1642年                |
| 約翰·科爾佩珀爵士   | 1642年至1643年                |
| 愛德華·海德爵士     | 1642年7月19日至1646年         |
| 沙夫茨伯里伯爵      | 1661年5月13日至1672年11月22日 |
| 約翰·鄧庫姆爵士     | 1672年11月22日至1676年5月2日  |
| 約翰·厄恩利爵士     | 1676年5月2日至1689年4月9日    |
| 德拉米爾勳爵        | 1689年4月9日至1690年3月18日   |
| 理查·漢普登         | 1690年3月18日至1694年5月10日  |
| 查爾斯·孟塔古       | 1694年5月10日至1699年6月2日   |
| 約翰·史密斯         | 1699年6月2日至1701年3月27日   |
| 亨利·波義耳         | 1701年3月27日至1708年4月22日  |

### 大不列顛財政大臣

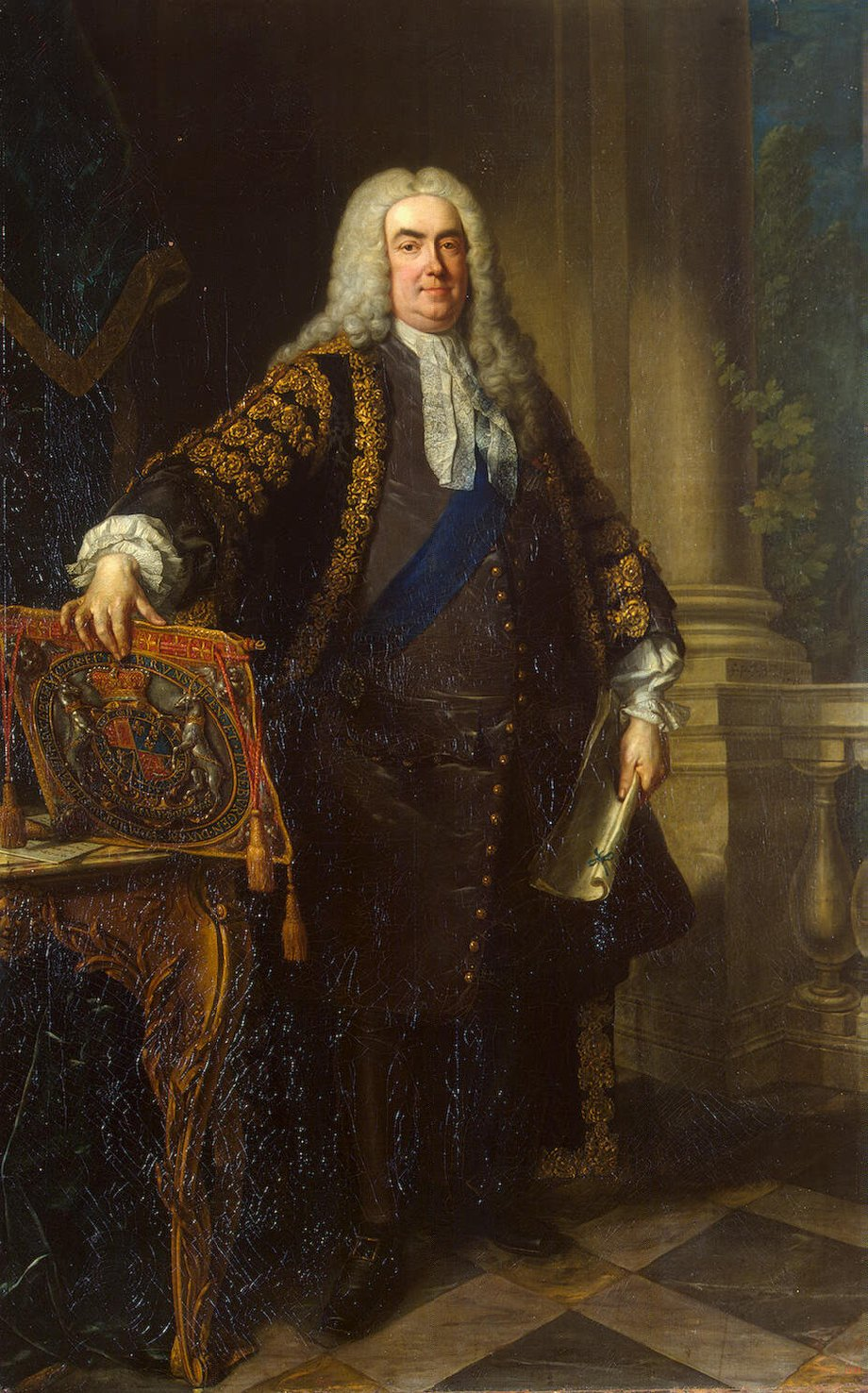
從有實無名的觀點而言，羅伯特·沃波爾算是第一位英國首相。此外，他還同時任財相達22年。

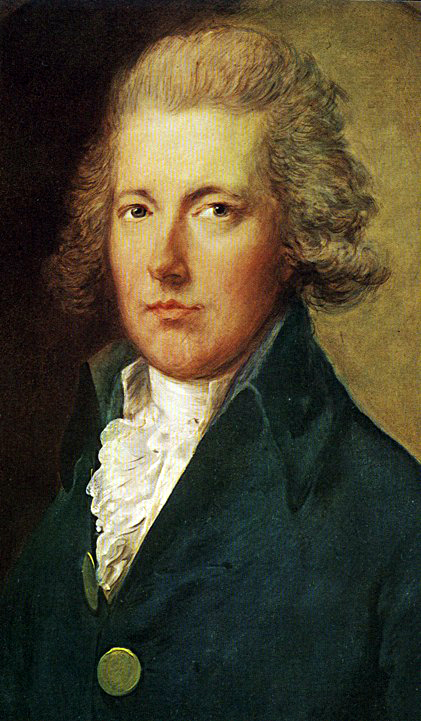
小皮特曾任財相達19年又9個月，他為了填補對拿破崙戰爭的開支，首度向國民徵收入息稅。

請見大不列顛王國
| 姓名                  | 任期                           |
| --------------------- | ------------------------------ |
| 約翰·史密斯           | 1708年4月22日至1710年8月11日   |
| 羅伯特·哈利           | 1710年8月11日至1711年6月4日    |
| 羅伯特·彭生           | 1711年6月4日至1713年8月21日    |
| 威廉·溫丹爵士         | 1713年8月21日至1714年10月13日  |
| 理查·翁斯洛爵士       | 1714年10月13日至1715年10月12日 |
| 羅伯特·沃波爾         | 1715年10月12日至1717年4月15日  |
| 斯坦厄普子爵          | 1717年4月15日至1718年3月20日   |
| 約翰·艾思拉比         | 1718年3月20日至1721年1月23日   |
| 約翰·普拉特爵士       | 1721年2月2日至1721年4月3日     |
| 羅伯特·沃波爾爵士     | 1721年4月3日至1742年2月12日    |
| 山姆·桑茲             | 1742年2月12日至1743年12月12日  |
| 亨利·佩勒姆           | 1743年12月12日至1754年3月8日   |
| 威廉·李爵士           | 1754年3月8日至1754年4月6日     |
| 亨利·貝爾森-理雅各    | 1754年4月6日至1755年11月25日   |
| 喬治·利特爾頓爵士     | 1755年11月25日至1756年11月16日 |
| 亨利·貝爾森-理雅各    | 1756年11月16日至1757年4月13日  |
| 曼斯菲爾勳爵          | 1757年4月13日至1757年7月2日    |
| 亨利·貝爾森-理雅各    | 1757年7月2日至1761年3月19日    |
| 巴靈頓子爵            | 1761年3月19日至1762年5月29日   |
| 法蘭西斯·達什伍德爵士 | 1762年5月29日至1763年4月16日   |
| 喬治·格倫維爾         | 1763年4月16日至1765年7月16日   |
| 威廉·鄧德斯韋         | 1765年7月16日至1766年8月2日    |
| 查理斯·湯森           | 1766年8月2日至1767年9月4日     |
| 諾斯勳爵              | 1767年9月11日至1782年3月27日   |
| 約翰·卡文迪許勳爵     | 1782年3月27日至1782年7月10日   |
| 小皮特                | 1782年7月10日至1783年3月31日   |
| 約翰·卡文迪許勳爵     | 1783年4月2日至1783年12月19日   |
| 小皮特                | 1783年12月19日至1801年3月14日  |

### 聯合王國財政大臣

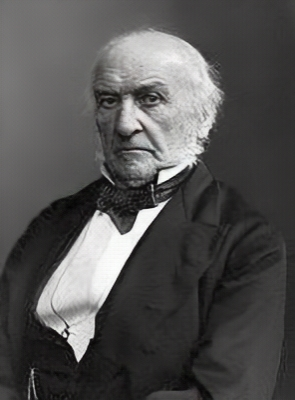
威廉·尤爾特·格萊斯頓曾四任財相。

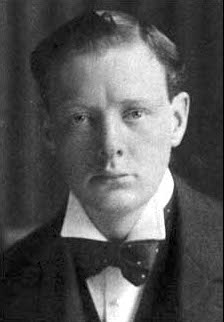
邱吉爾自1924年至1929年出任財政大臣。其父倫道夫·邱吉爾勳爵也曾於1886年任同職。

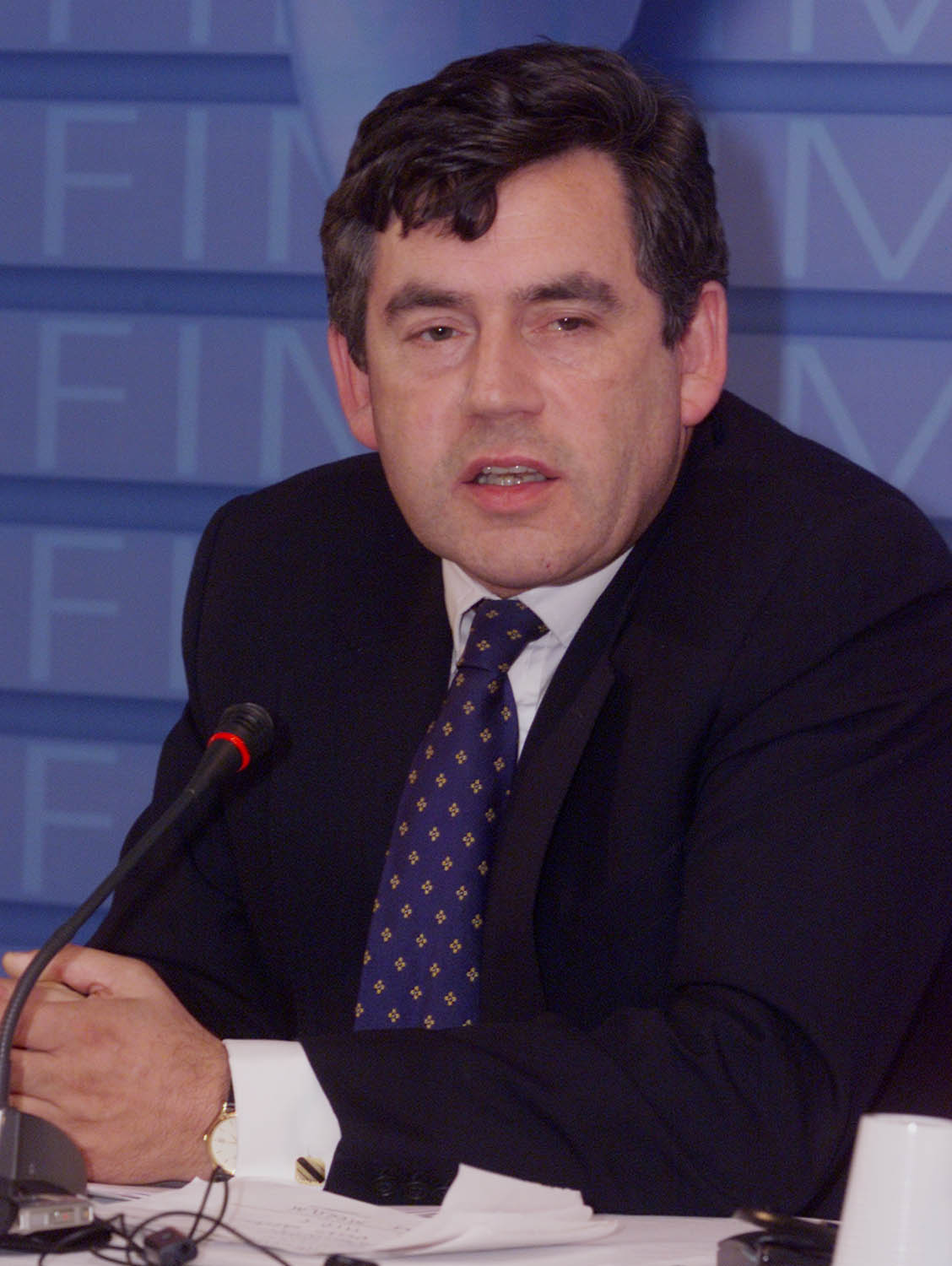
白高敦曾任財相達10年，而且在卸任後出任首相。

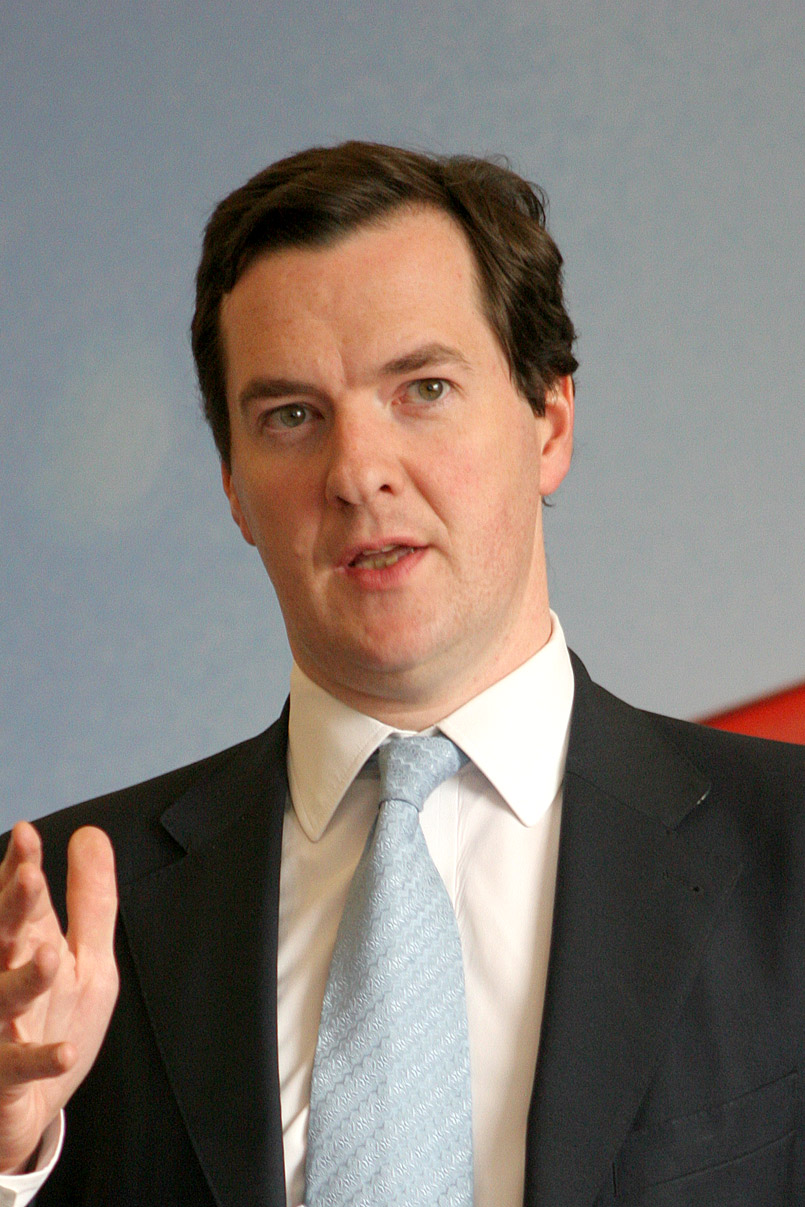
歐思邦自2005年進入財政部門，2010年起擔任財相至2016年卡梅倫請辭。

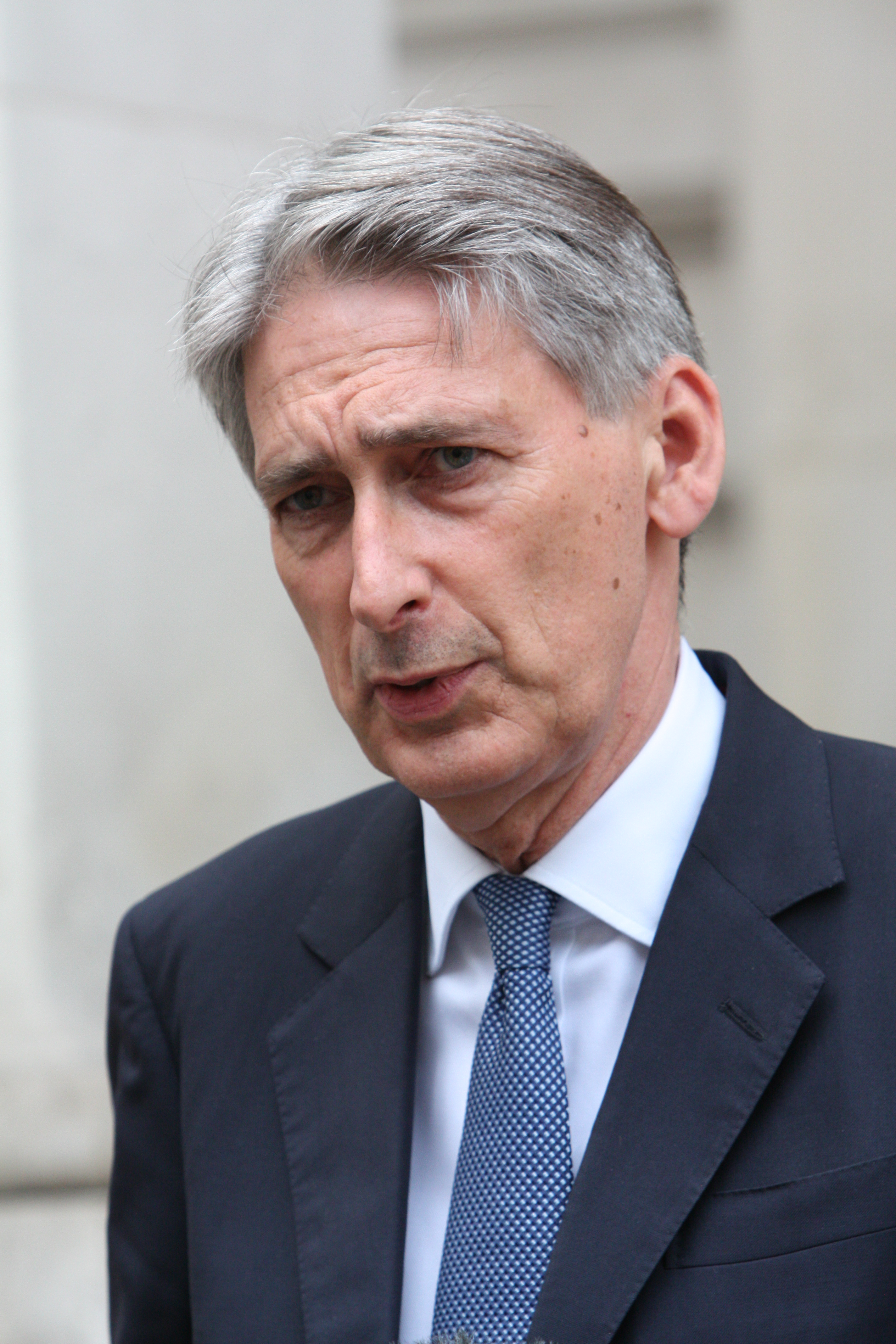
夏文達自2016年至2019年擔任財相

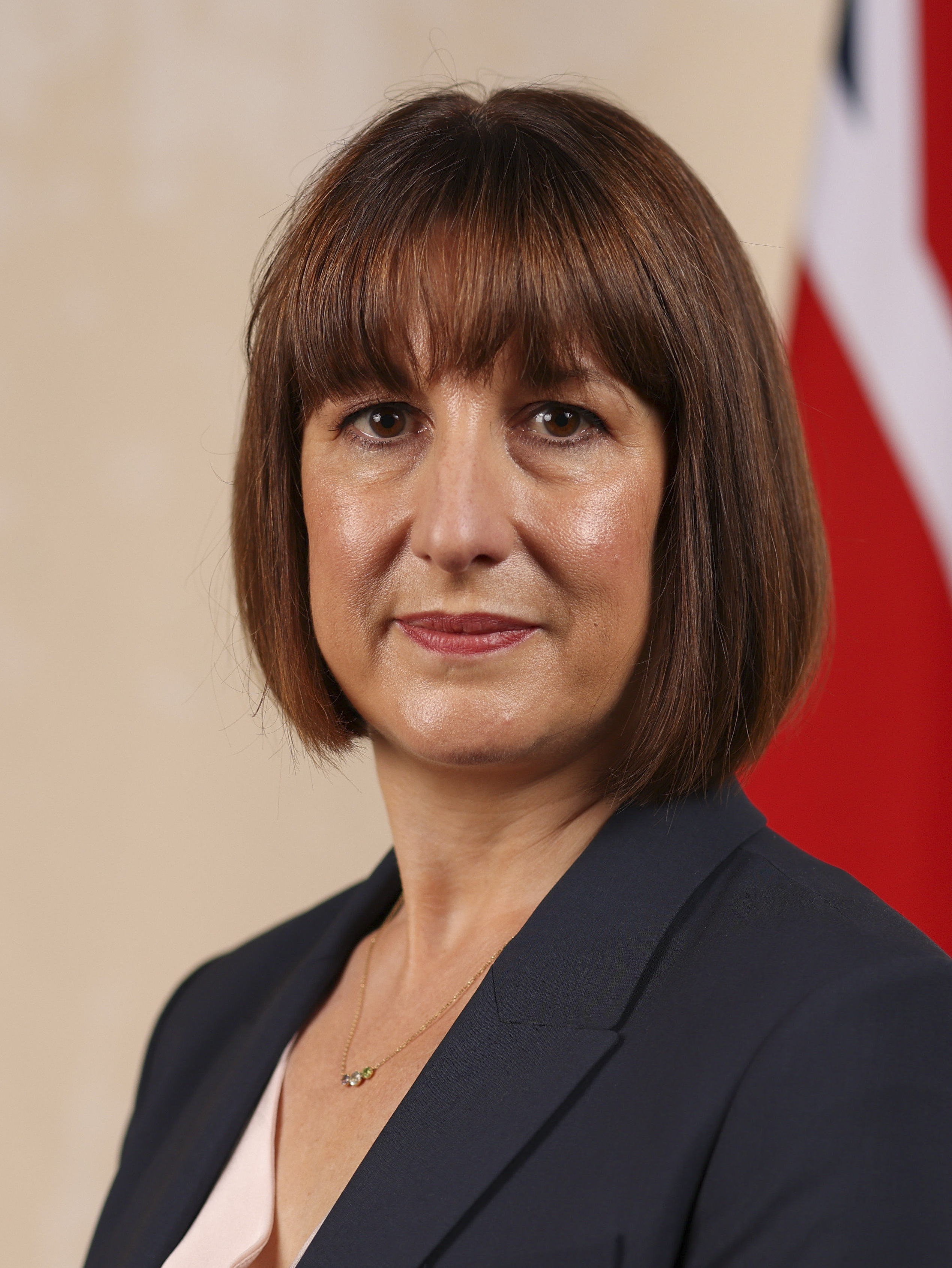
蕾切尔·里夫斯是英国历史上首位女性财政大臣

| 肖像 | 姓名                                                                             | 政黨       | 任期                           |
| ---- | -------------------------------------------------------------------------------- | ---------- | ------------------------------ |
|      | 亨利·阿丁頓                                                                      | 托利黨     | 1801年3月14日至1804年5月10日   |
|      | 小皮特 2,                                                                        | 托利黨     | 1804年5月10日至1806年1月23日   |
|      | 亨利·佩蒂勳爵                                                                    | 輝格黨     | 1806年2月5日至1807年3月26日    |
|      | 斯賓塞·珀西瓦爾 1, 2,                                                            | 托利黨     | 1807年3月26日至1812年5月12日   |
|      | 尼古拉·范西塔特                                                                  | 托利黨     | 1812年5月12日至1823年1月31日   |
|      | 弗雷德里克·約翰·羅賓遜                                                           | 托利黨     | 1823年1月31日至1827年4月20日   |
|      | 喬治·坎寧 1, 2,                                                                  | 托利黨     | 1827年4月20日至1827年8月8日    |
|      | 蒂特頓勳爵                                                                       | 托利黨     | 1827年8月8日至1827年9月3日     |
|      | 約翰·查爾斯·赫雷斯                                                               | 托利黨     | 1827年9月3日至1828年1月26日    |
|      | 亨利·古爾本                                                                      | 托利黨     | 1828年1月26日至1830年11月22日  |
|      | 奧爾索普子爵                                                                     | 輝格黨     | 1830年11月22日至1834年11月14日 |
|      | 登曼勳爵                                                                         | 輝格黨     | 1834年11月15日至1834年12月15日 |
|      | 羅伯特·皮爾爵士                                                                  | 托利黨     | 1834年12月2日至1835年4月8日    |
|      | 托馬斯·斯普林·賴斯                                                               | 輝格黨     | 1835年4月18日至1839年8月26日   |
|      | 法蘭西斯·桑希爾·巴林爵士                                                         | 輝格黨     | 1839年8月26日至1841年8月30日   |
|      | 亨利·古爾本                                                                      | 保守黨     | 1841年9月3日至1846年6月27日    |
|      | 查爾斯·伍德爵士                                                                  | 自由黨     | 1846年7月6日至1852年2月21日    |
|      | 班傑明·迪斯雷利                                                                  | 保守黨     | 1852年2月27日至1852年12月17日  |
|      | 威廉·尤爾特·格萊斯頓                                                             | 自由黨     | 1852年12月28日至1855年2月28日  |
|      | 喬治·康沃爾·路易斯爵士                                                           | 自由黨     | 1855年2月28日至1858年2月21日   |
|      | 班傑明·迪斯雷利                                                                  | 保守黨     | 1858年2月26日至1859年6月11日   |
|      | 威廉·尤爾特·格萊斯頓                                                             | 自由黨     | 1859年6月18日至1866年6月26日   |
|      | 班傑明·迪斯雷利                                                                  | 保守黨     | 1866年7月6日至1868年2月29日    |
|      | 喬治·沃德·亨特                                                                   | 保守黨     | 1868年2月29日至1868年12月1日   |
|      | 羅伯特·洛                                                                        | 自由黨     | 1868年12月9日至1873年8月11日   |
|      | 威廉·尤爾特·格萊斯頓                                                             | 自由黨     | 1873年8月11日至1874年2月17日   |
|      | 斯塔福·亨利·諾思科特爵士                                                         | 保守黨     | 1874年2月21日至1880年4月21日   |
|      | 威廉·尤爾特·格萊斯頓                                                             | 自由黨     | 1880年4月28日至1882年12月16日  |
|      | 曉治·柴爾德斯                                                                    | 自由黨     | 1882年12月16日至1885年6月9日   |
|      | 邁克爾·希克斯·比奇爵士                                                           | 保守黨     | 1885年6月24日至1886年1月28日   |
|      | 威廉·弗農·哈考特爵士                                                             | 自由黨     | 1886年2月6日至1886年7月20日    |
|      | 倫道夫·邱吉爾勳爵 Lord Randolph Churchill (1849-95)                              | 保守黨     | 1886年8月3日至1886年12月22日   |
|      | 喬治·戈申                                                                        | 自由統一黨 | 1887年1月14日至1892年8月11日   |
|      | 威廉·弗農·哈考特爵士                                                             | 自由黨     | 1892年8月18日至1895年6月21日   |
|      | 邁克爾·希克斯·比奇爵士                                                           | 保守黨     | 1895年6月29日至1902年8月11日   |
|      | 查爾斯·湯姆森·里奇                                                               | 保守黨     | 1902年8月11日至1903年10月9日   |
|      | 奧斯汀·張伯倫 Austen Chamberlain (1863-1937)                                     | 自由統一黨 | 1903年10月9日至1905年12月4日   |
|      | 赫伯特·亨利·阿斯奎斯 Herbert Henry Asquith (1852-1928)                           | 自由黨     | 1905年12月10日至1908年4月12日  |
|      | 戴維·勞合·喬治 David Lloyd George (1863-1945)                                    | 自由黨     | 1908年4月12日至1915年5月25日   |
|      | 雷金纳德·麦克纳 Reginald McKenna (1863-1943)                                     | 自由黨     | 1915年5月25日至1916年12月10日  |
|      | 安德魯·博納·勞 Andrew Bonar Law (1858-1923)                                      | 保守黨     | 1916年12月10日至1919年1月10日  |
|      | 奧斯汀·張伯倫 Austen Chamberlain (1863-1937)                                     | 保守黨     | 1919年1月10日至1921年4月1日    |
|      | 羅伯特·霍恩爵士 Robert Horne, 1st Viscount Horne of Slamannan (1871-1940)        | 保守黨     | 1921年4月1日至1922年10月19日   |
|      | 斯坦利·鮑德溫 1, Stanley Baldwin (1867-1947)                                     | 保守黨     | 1922年10月27日至1923年8月23日  |
|      | 內維爾·張伯倫 Neville Chamberlain (1869-1940)                                    | 保守黨     | 1923年8月27日至1924年1月22日   |
|      | 菲利浦·斯諾登，第一代斯諾登子爵 Philip Snowden, 1st Viscount Snowden (1864-1937) | 工黨       | 1924年1月22日至1924年11月3日   |
|      | 溫斯頓·邱吉爾 Winston Churchill (1874-1965)                                      | 保守黨     | 1924年11月6日至1929年6月4日    |
|      | 菲利浦·斯諾登，第一代斯諾登子爵 Philip Snowden, 1st Viscount Snowden (1864-1937) | 工黨       | 1929年6月7日至1931年11月5日    |
|      | 內維爾·張伯倫 Neville Chamberlain (1869-1940)                                    | 保守黨     | 1931年11月5日至1937年5月28日   |
|      | 約翰·西蒙爵士 John Simon, 1st Viscount Simon (1873-1954)                         | 保守黨     | 1937年5月28日至1940年5月12日   |
|      | 金斯利·伍德爵士 Kingsley Wood (1881-1943)                                        | 聯合政府   | 1940年5月12日至1943年9月21日   |
|      | 約翰·安德生爵士 John Anderson, 1st Viscount Waverley (1882-1958)                 | 聯合政府   | 1943年9月24日至1945年7月26日   |
|      | 休·道耳吞 Hugh Dalton (1887-1962)                                                | 工黨       | 1945年7月27日至1947年11月13日  |
|      | 斯塔福·克里普斯爵士 Stafford Cripps (1889-1952)                                  | 工黨       | 1947年11月13日至1950年10月19日 |
|      | 休·蓋茨克 Hugh Gaitskell (1906-1963)                                             | 工黨       | 1950年10月19日至1951年10月26日 |
|      | 拉博·巴特勒 Richard Austen Butler (1902-82)                                      | 保守黨     | 1951年10月28日至1955年12月20日 |
|      | 麥美倫 Harold Macmillan (1894-1986)                                              | 保守黨     | 1955年12月20日至1957年1月13日  |
|      | 彼得·霍尼戈夫 Peter Thorneycroft (1909-94)                                       | 保守黨     | 1957年1月13日至1958年1月6日    |
|      | 德瑞克·希思科特·艾默里 Derick Heathcoat-Amory, 1st Viscount Amory (1899-1981)    | 保守黨     | 1958年1月6日至1960年7月27日    |
|      | 塞爾文·勞埃 Selwyn Lloyd (1904-78)                                               | 保守黨     | 1960年7月27日至1962年7月13日   |
|      | 雷金納·麥德寧 Reginald Maudling (1917-1979)                                      | 保守黨     | 1962年7月13日至1964年10月16日  |
|      | 詹姆斯·卡拉漢 James Callaghan (1912-2005)                                        | 工黨       | 1964年10月16日至1967年11月30日 |
|      | 羅伊·詹金斯 Roy Jenkins (1920-2003)                                              | 工黨       | 1967年11月30日至1970年6月19日  |
|      | 伊安·麥克勞德 Iain Macleod (1913-1970)                                           | 保守黨     | 1970年6月20日至1970年7月20日   |
|      | 安東尼·巴伯 Anthony Barber (1920-2005)                                           | 保守黨     | 1970年7月25日至1974年3月4日    |
|      | 丹尼士·希利 Denis Healey (1917-2015)                                             | 工黨       | 1974年3月5日至1979年5月4日     |
|      | 賀維爵士 Geoffrey Howe (1926-2015)                                               | 保守黨     | 1979年5月5日至1983年6月11日    |
|      | 尼格爾·勞森 Nigel Lawson (1932-2023)                                             | 保守黨     | 1983年6月11日至1989年10月26日  |
|      | 馬卓安 John Major (1943-)                                                        | 保守黨     | 1989年10月26日至1990年11月28日 |
|      | 拉蒙特 Norman Lamont (1942-)                                                     | 保守黨     | 1990年11月28日至1993年5月27日  |
|      | 祁淦禮 Kenneth Clarke (1940-)                                                    | 保守黨     | 1993年5月27日至1997年5月2日    |
|      | 白高敦 Gordon Brown (1951-)                                                      | 工黨       | 1997年5月2日至2007年6月27日    |
|      | 戴理德 Alistair Darling (1953-2023)                                              | 工黨       | 2007年6月27日至2010年5月11日   |
|      | 歐思邦 George Osborne (1971-)                                                    | 保守黨     | 2010年5月11日至2016年7月13日   |
|      | 夏文達 Philip Hammond (1955-)                                                    | 保守黨     | 2016年7月13日至2019年7月24日   |
|      | 賈偉德 Sajid Javid (1969-)                                                       | 保守黨     | 2019年7月24日至2020年2月13日   |
|      | 辛偉誠 Rishi Sunak (1980-)                                                       | 保守黨     | 2020年2月13日至2022年7月5日    |
|      | 查學禮 Nadhim Zahawi (1967-)                                                     | 保守黨     | 2022年7月5日至2022年9月6日     |
|      | 關浩霆 Kwasi Kwarteng (1975-)                                                    | 保守黨     | 2022年9月6日至2022年10月14日   |
|      | 侯俊偉 Jeremy Hunt (1966-)                                                       | 保守黨     | 2022年10月14日至2024年7月5日   |
|      | 李韻晴 (1979-)                                                                   | 工黨       | 2024年7月5日至今               |